# Biomarkery (toksykologia)
Biomarkery – mierzalne zmiany w komórkach organizmu i zachodzących w nich procesach biochemicznych wywołane przez wchłonięty ksenobiotyk. Biomarkery są swoistymi znacznikami i dowodami na wchłonięcie toksyny do organizmu. 
Na podstawie analizy obecnych w organizmie biomarkerów można uzyskać informacje:
- czy organizm był narażony na działanie czynnika szkodliwego (biomarkery ekspozycji);
- czy narażenie na ksenobiotyk spowodowało skutki zdrowotne (biomarkery efektu);
- czy dana osoba jest wrażliwa na działanie konkretnego ksenobiotyku (biomarkery wrażliwości).

Substancja wybrana jako biomarker narażenia na dany ksenobiotyk, powinna być łatwa do wyizolowania z materiału biologicznego i w analizie, oraz wykazywać ilościową korelację z wielkością wchłoniętej dawki ksenobiotyku.

## Biomarkery ekspozycji
Analizę biomarkerów ekspozycji określa się inaczej monitoringiem biologicznym. Polega ona na badaniu stężenia substancji toksycznej lub metabolitów powstałych w wyniku jej działania w materiale biologicznym. Znając drogę i szybkość przemian jakim są poddawane poszczególne substancje w organizmie, można na podstawie analizy biomarkerów ekspozycji ocenić wielkość wchłoniętej dawki ksenobiotyku i wynikające z niej ryzyko dla zdrowia.
Na przykład biomarkerem narażenia na ksylen jest metabolit - kwas metylohipurowy - oznaczany w moczu. Stwierdzenie w moczu kwasu metylohipurowego w ilości przekraczającej 1,4 g/dm³ dowodzi wchłonięcia przez badaną osobę szkodliwej ilości ksylenu.

## Biomarkery efektu
Są to mierzalne zmiany biochemiczne, fizjologiczne lub strukturalne zachodzące w ustroju pod wpływem działania ksenobiotyku. Ich badanie jest ważnym elementem nadzoru zdrowotnego nad pracownikami narażonymi na działanie substancji szkodliwych. Biomarkery te mogą również służyć do rozpoznania źródła zatrucia, zaplanowania postępowania leczniczego i określenia rokowania.
Na przykład biomarkerem efektu zatrucia związkami fosforoorganicznymi jest aktywność acetylocholinoesterazy (AChE), enzymu, który jest hamowany przez te toksyny. Stwierdzenie zatem zbyt niskiej aktywności AChE we krwi, może dowodzić zatrucia związkami fosforoorganicznymi.